# Another Part of Me
"Another Part of Me" là một bài hát của nghệ sĩ thu âm người Mỹ Michael Jackson, sản xuất bởi Quincy Jones và Jackson, được phát hành như là đĩa đơn thứ sáu vào ngày 11 tháng 7 năm 1988 cho album phòng thu thứ sáu của nam ca sĩ, Bad (1987). Bài hát xuất hiện lần đầu vào năm 1986 trong bộ phim 3D Captain EO của Jackson. Như với những bài hát trước đó trong sự nghiệp của ông như "Can You Feel It" và "We Are the World", lời bài hát nhấn mạnh đến sự hợp nhất toàn cầu, tình yêu và cộng đồng.
Theo Quincy Jones thì trong một cuộc phỏng vấn vào năm 2001, trong phiên bản đặc biệt của Bad, ban đầu Jackson muốn đưa "Streetwalker" vào album thay vì "Another Part of Me". Nhưng sau khi thấy quản lý của mình, Frank DiLeo nhảy theo bài hát, Jackson đã thay đổi quyết định. "Streetwalker" sau đó được phát hành trong phiên bản đặc biệt năm 2001 và đĩa thứ hai của Bad 25.

## Danh sách track và định dạng
7"
1. Another Part of Me (Single Mix) – 3:46
2. Another Part of Me (Instrumental) – 3:46

12" single and Picture Disc – CD Maxi
1. Another Part of Me (Extended Dance Mix) – 6:18
2. Another Part of Me (Radio Edit) – 4:24
3. Another Part of Me (Dub Mix) – 3:51
4. Another Part of Me (A Cappella) – 4:01

United States (Promo CD Single)
1. Another Part of Me (Single Mix)
2. Another Part of Me (Extended Dance Mix)
3. Another Part of Me (Radio Edit)
4. Another Part of Me (Dub Mix)
5. Another Part of Me (A Cappella)

## Xếp hạng

### Xếp hạng tuần
| Bảng xếp hạng (1988)                            | Vị trí cao nhất |
| ----------------------------------------------- | --------------- |
| Úc (ARIA)                                       | 44              |
| Áo (Ö3 Austria Top 40)                          | 20              |
| Bỉ (Ultratop 50 Flanders)                       | 3               |
| Belgium (VRT Top 30 Flanders)                   | 3               |
| Canada (RPM 100 Singles)                        | 28              |
| Canada (RPM 20 Dance Singles)                   | 10              |
| Pháp (SNEP)                                     | 32              |
| Trường songid là BẮT BUỘC CHO BẢNG XẾP HẠNG ĐỨC | 10              |
| Italy (FIMI)                                    | 47              |
| Hà Lan (Dutch Top 40)                           | 10              |
| Hà Lan (Single Top 100)                         | 8               |
| New Zealand (Recorded Music NZ)                 | 14              |
| Poland (Polish Singles Chart)                   | 9               |
| Thụy Sĩ (Schweizer Hitparade)                   | 5               |
| Anh Quốc (OCC)                                  | 15              |
| US Billboard Hot 100                            | 11              |
| US Billboard Hot Black Singles                  | 1               |
| US Billboard Hot Dance Club Play                | 18              |
| US Cash Box                                     | 12              |

| Bảng xếp hạng (2009)    | Vị trí cao nhất |
| ----------------------- | --------------- |
| Hà Lan (Single Top 100) | 94              |

| Bảng xếp hạng (1988)           | Vị trí cao nhất |
| ------------------------------ | --------------- |
| Belgium (Ultratop 50 Flanders) | 50              |